# Пшестшеле (Ґраєвський повіт)
Пшестшеле (пол. Przestrzele) — село в Польщі, у гміні Райґруд Ґраєвського повіту Підляського воєводства.
Населення — 37 осіб (2011).
У 1975—1998 роках село належало до Ломжинського воєводства.

## Демографія
Демографічна структура станом на 31 березня 2011 року:
|          | Загалом | Допрацездатний вік | Працездатний вік | Постпрацездатний вік |
| -------- | ------- | ------------------ | ---------------- | -------------------- |
| Чоловіки | 21      | 5                  | 11               | 5                    |
| Жінки    | 16      | 0                  | 12               | 4                    |
| Разом    | 37      | 5                  | 23               | 9                    |